# Хайдеман, Маттиас
Ма́ттиас Ха́йдеман (нем. Matthias Heidemann; 7 февраля 1912 или 7 февраля 1907, Кёльн, Пруссия — 30 ноября 1970) — немецкий футболист, играл на позиции нападающего. Бронзовый призёр чемпионата мира 1934 года.

## Биография

### Клубная карьера
В течение двух сезонов Хайдеман играл за «Боннер». В 1934 году перешёл в «Вердер», в составе которого отыграл семь сезонов. Завершил карьеру в 1941 году.

### Карьера в сборной
В составе сборной Германии был участником чемпионата мира 1934 года, где сыграл в матче за бронзу со сборной Австрии — Германия одержала победу со счётом 3:2 и завоевала бронзовые медали. Всего за сборную Германии сыграл 3 матча.

### Смерть
Скончался 30 ноября 1970 года в возрасте 58 лет.